# Коробкин, Сергей Леонидович
Сергей Леонидович Коробкин (род. 4 апреля 1968, Прокопьевск, Кемеровская область) — советский и российский хоккеист, защитник. Тренер.

## Биография
Воспитанник прокопьевского хоккея, тренер Виктор Лаухин. В сезоне 1983/84 дебютировал в команде второй лиги «Шахтёр» Прокопьевск. В сезонах 1987/88 — 1989/90 — в СКА Новосибирск. Девять сезонов отыграл за омский «Авангард» — провёл 413 матчей, забросил 38 шайб, сделал 67 передач. Капитан команды в сезонах 1996/97 — 1997/98.
Выступал за «Рубин» / «Газовик» (1999/2000, 2002/03 — 2005/06), «Сибирь» (2000/01 — 2001/02), «Газовик-Универ» (2004/05, 2006/07).
Бронзовый призёр чемпионата Межнациональной хоккейной лиги (1996), бронзовый призёр Континентального Кубка 1998/99.
Тренер «Газовика» Тюмень 1992 г.р. (2006/07). Тренер «Авангарда»-1995 (2009/10). Главный тренер «Авангарда»-1999 (2011—2015), затем тренер команд 2000 и 2005 г. р. C сезона 2019/20 по 3 ноября 2020 тренер команды МХЛ «Омские Ястребы», в октября 2020 года в четырёх матчах против «Белых медведей» и «Кузнецких медведей» исполнял обязанности главного тренера вместо Олега Угольникова. Затем — тренер «Ястребов» в ЮХЛ.